# Mazères, Gironde
Mazères är en kommun i departementet Gironde i regionen Nouvelle-Aquitaine i sydvästra Frankrike. Kommunen ligger i kantonen Langon som tillhör arrondissementet Langon. År 2022 hade Mazères 781 invånare.

## Befolkningsutveckling
Antalet invånare i kommunen Mazères
Referens:INSEE